# Peckforton Castle
Peckforton Castle er et victoriansk country house i samme stil som mange af englands middelalderborge. Den står i et skovområde i den nordlige ende af Peckforton Hills omkring 2 km nordvest for landsbyen Peckforton i Cheshire i England. Den er på National Heritage List for England som listed building af grad I. Det blev opført midt i 1800-tallet som hjem for John Tollemache, der var en rig godsejer, ejendomsforvalter og Member of Parliament. Det blev tegnet af Anthony Salvin i gotisk stil. Under anden verdenskrig blev det brugt som hjem for fysisk handikappede børn.
Tollemache-familien brugte Peckforton Castle til forskellige arrangementer, men det var ubeboet til 1969. Fra 1969 til 1980 lejede John, 4. Lord Tollemarche det til George W. Barrett, og det blev som privathjem lukket for offentligheden. Højre fløj, tårnet og slotsparken blev restaureret af Barrett, der var amerikaner ansat af den amerikanske regering. Hans datter Pascales bryllup var det første, der blev holdt i kapellet, og ærkebiskoppen af Canterbury gav særlig tilladelse til at afholde katolske bryllupper på slottet. 
I 1970'erne og 1980'erne blev der optaget flere film og fjersynsprogrammer på Peckforton Castle. I 1988 købte Evelyn Graybill stedet og omdannede det til hotel. I 2006 blev det købt af Naylor-familien, der udvidede det til bryllupper og konferencer mv.